# Villeneuve-sous-Charigny
Villeneuve-sous-Charigny è un comune francese di 99 abitanti situato nel dipartimento della Côte-d'Or nella regione della Borgogna-Franca Contea.

## Società

### Evoluzione demografica
Abitanti censiti